# Lac-Etchemin
Lac-Etchemin est une municipalité canadienne au Québec, chef-lieu de la MRC des Etchemins, dans la région de Chaudière-Appalaches. Elle résulte de la fusion, le 10 octobre 2001, de Lac-Etchemin et de Sainte-Germaine-du-Lac-Etchemin. 

## Histoire

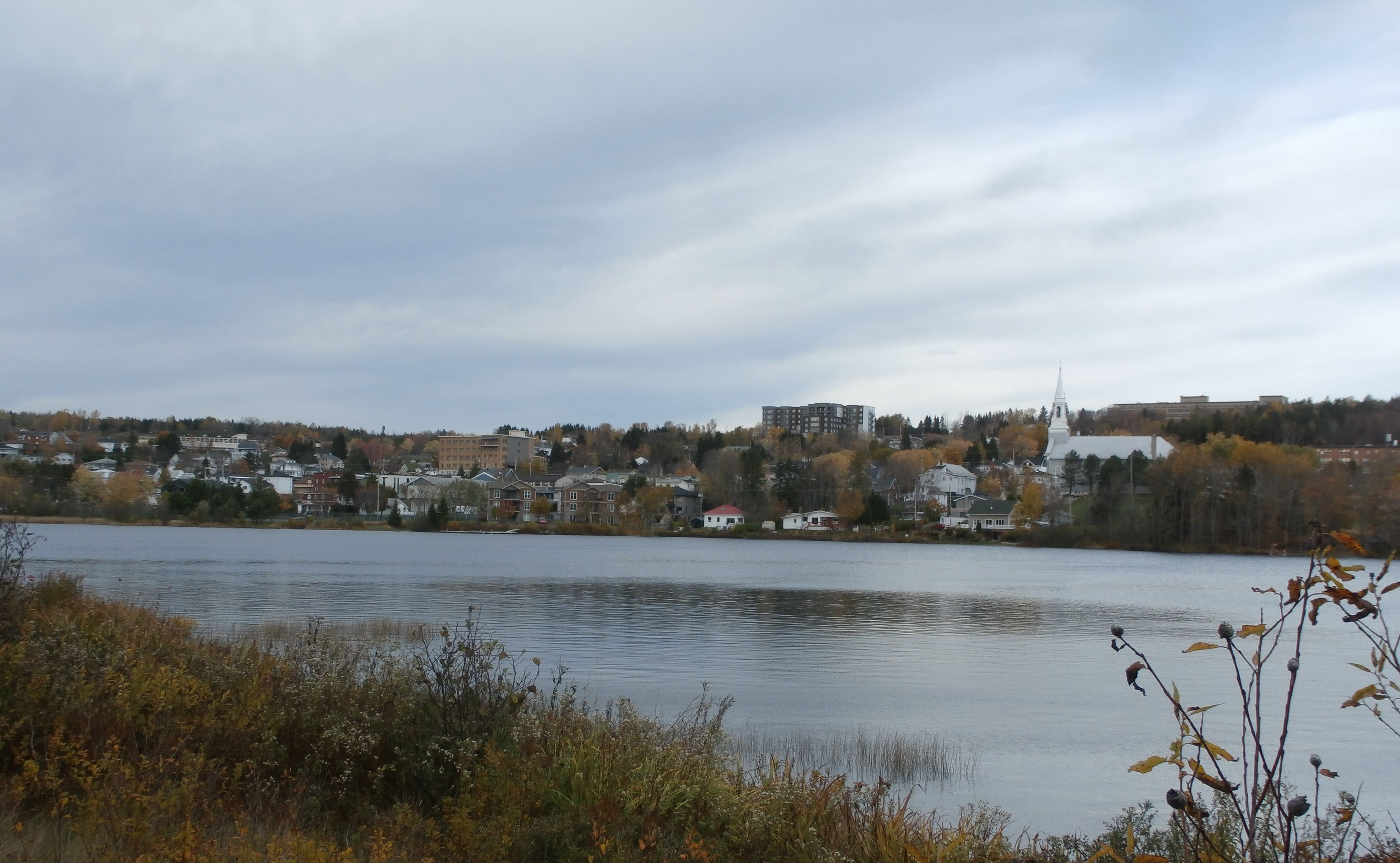
Ville de Lac-Etchemin.

Le nom Etchemin est un autre nom pour désigner des Autochtones appelés Malécites. L'origine du nom Etchemin est inconnue, mais n'est pas sans rappeler le mot basque "etxe" (maison) qu'on retrouve aussi (de façon déformée) dans des noms de famille québécois (Bernatchez, Daraîche, Bastarache, Chevarie).
William Henderson, arpenteur, y vit en 1828 un sol éminemment propice à l'établissement d'une colonie. L'exploration de Henderson et le rapport qu'il fit de son expédition sont d'ailleurs à l'origine des premières concessions qui datent de 1830. Considéré comme le premier défricheur des bords du lac Etchemin, Sir Randolph Routh qui venait de Londres, en Angleterre, fit l'acquisition d'une concession de 9 000 acres en 1835. Il confia l'intendance de son grand domaine à Monsieur Therrence McCaughry, d'origine Irlandaise. Ce dernier devint le premier habitant de la paroisse de Sainte-Germaine.
Ce fut la période d'enracinement qui précéda l'arrivée progressive des familles de colons. Au début, pendant la saison morte, les pionniers vivaient principalement de la chasse et de la pêche. Plus tard, ces bâtisseurs deviendront forestiers, quittant femmes et enfants durant plusieurs mois d'hiver, afin d'augmenter leur revenu et d'améliorer leur sort. Jusqu'alors sans organisation paroissiale, la mission de 560 âmes fut érigée en paroisse et baptisée Sainte-Germaine-du-Lac-Etchemin en 1869. L'érection civile suivit de près en 1870.
Si les premiers colons rêvaient de faire de leur coin de terre une paroisse agricole, le sort en décida autrement pour eux. À l'origine, tous les habitants étaient cultivateurs. En 1929, sur 347 familles, seulement 80 sont installées au village. En 1949, le Sanatorium Bégin ouvre ses portes pour accueillir les personnes atteintes de la tuberculose. La Congrégation des Sœurs Servantes du Saint Cœur de Marie assurent  l’organisation et le fonctionnement de l’établissement qui compte 268 lits d’hébergement. En 1956, il y a autant de gens habitant au village que dans les rangs.
Dix ans plus tard, l'urbanisation entraîne décidément la population villageoise dans son sillon. Le village compte 437 familles, et dans les rangs des alentours, on en dénombre 318, en incluant la station. Le village passera du titre de Municipalité pour obtenir celui de Ville de Lac-Etchemin en 1966.
S'il existe une séparation territoriale juridique entre ces deux municipalités, c'est qu'avec les années, les autorités ont pris conscience que les problèmes spécifiques de chacune demandaient des solutions différentes, ce qui nécessitait deux corps publics autonomes. Sainte-Germaine-du-Lac-Etchemin et Ville de Lac-Etchemin n'ayant fait qu'un jusqu'en 1966, on ne peut les dissocier lorsqu'on parle d'histoire. Les deux municipalités ont en commun un patrimoine fascinant qui représente plus de 100 ans de développement continu, le tout dans un environnement naturel exceptionnel.

### Chronologie
- 1870 : Fondation de la municipalité du township de Ware
- 23 décembre 1873 : Ware devient la municipalité de paroisse de Sainte-Germaine du Lac Etchemin.
- 1er janvier 1959 : Le village de Sainte-Germaine-du-Lac-Etchemin.
- 18 juin 1960 : Le village de Sainte-Germaine-du-Lac-Etchemin devient le village de Lac-Etchemin.
- 15 mars 1969 : La municipalité de paroisse de Sainte-Germaine du Lac Etchemin devient la municipalité de paroisse de Sainte-Germaine-du-Lac-Etchemin.
- 19 novembre 1966 : Le village de Lac-Etchemin obtient le statut de ville.
- 10 octobre 2001 : La ville de Lac-Etchemin et la municipalité de paroisse de Saint-Germaine-du-Lac-Etchemin fusionnent et deviennent la municipalité de Lac-Etchemin.

## Géographie

### Hydrographie
La rivière Etchemin traverse la municipalité du nord-est au nord-ouest et la Petite rivière Etchemin y a sa confluence au nord-est.
La rivière Famine traverse le sud-est de la municipalité et le crénon de la rivière à la Raquette, qui coule vers le sud, est situé au sud-ouest. 
On trouve sur le territoire de la municipalité de Lac-Etchemin plusieurs lacs. Tout d'abord, au centre de la municipalité, se trouve le lac Etchemin. Il y a aussi 3 autres lacs d'envergure sur ce territoire de 160 km2. Fait à noter, ces quatre lacs se situent tous à une altitude d'au moins 400 m.
Premièrement, le premier de ces points d'eau se situe entre le 10e et le 12e rang de la municipalité. Il s'agit du Lac-à-la-Roche. D'une longueur d'un peu plus de 1,2 km, il s'étend sur une largeur pouvant atteindre jusqu'à 0,4 km. Ce n'est pas un lac très poissonneux, et il est reconnu pour la qualité de la faune qui se trouve aux alentours, principalement des orignaux et des cerfs de Virginie.
Le deuxième, le Lac Raquette est aussi situé près du rang 12, mais de l'autre côté, vers le 14e rang. Sa berge est en partie déboisée et habitée. Depuis quelques années déjà, un chemin de terre parcourt une grande partie de sa circonférence. Avec plus de 1,4 km de longueur et 1 km de largeur, il est le plus gros après le lac Etchemin. Il est renommé pour être très peu profond et il abrite des truites mouchetées et autres espèces de poissons ainsi que des moules.
Un autre plan d'eau très important est le Lac Caribou. Situé entre le 5e rang et la route 277, il mesure 0,75 km à son plus long et 0,5 km à son plus large. Ce lac, en plus d'être le 3e en superficie sur le territoire de la municipalité, est très important parce qu'il alimente, par sa décharge, le lac Etchemin dont il est le principal affluent. Il est reconnu pour la grande qualité de sa faune aquatique et a déjà été considéré comme un attrait touristique de taille. 

## Démographie
En saison estivale environ 1 000 résidents temporaire s'y établissent.
| 1961  | 1966  | 1971  | 1976  | 1981  | 1986  | 1991  |
| ----- | ----- | ----- | ----- | ----- | ----- | ----- |
| 2 297 | 2 492 | 2 789 | 2 746 | 2 729 | 2 626 | 2 661 |

| 1996  | 2001  | 2006  | 2011  | 2016  | 2021  | - |
| ----- | ----- | ----- | ----- | ----- | ----- | - |
| 2 488 | 3 870 | 4 045 | 4 061 | 3 822 | 4 028 | - |

## Administration
Les élections municipales se font en bloc pour le maire et les six conseillers.
| Lac-Etchemin Maires depuis 2001                                                                                      |                 |         |          |
| Élection | Maire           | Qualité | Résultat |
| 2001 | Jean-Guy Breton |         | Voir     |
| 2005 | Jean-Guy Breton | Voir    |          |
| 2009 | Harold Gagnon   |         | Voir     |
| 2013 | Harold Gagnon   | Voir    |          |
| 2017 | Camil Turmel    |         | Voir     |
| 2021 | Camil Turmel    | Voir    |          |
| Élection partielle en italique Depuis 2005, les élections sont simultanées dans toutes les municipalités québécoises |                 |         |          |

## Culture et loisirs
- Centre des Arts et de la Culture de Lac-Etchemin

Construit en 1967 pour souligner le centenaire du Canada et rénové en 2011, le Centre des Arts et de la Culture accueille des expositions et des spectacles .
- Centre d’art du Moulin La Lorraine de Lac-Etchemin

Site construit sur une portion des fondations du moulin Beaudoin, érigé en 1860 et opéré pendant 3 générations. Reconstruit puis rajeuni grâce à l’aide de Martial Laflamme, il a été converti en centre d’art où cohabitent un musée où l’on peut assister à la transformation du blé en farine et expositions d’œuvres d’artistes de la région et de créateurs connus et de la relève. Ce centre d’art a été fondé par Lorraine Langevin et Jean Turmel . 
- Aréna Simon-Nolet

Construit en 1972, l’aréna a été nommé en l’honneur du joueur de hockey de la LNH Simon Nolet natif de Saint-Odilon-de-Cranbourne. Il a été rénové en deux phases en 2007 puis en 2011 ,.
- Mont-Orignal [9]

La station de ski alpin comptant 23 pistes, dont 11 éclairées, offre aussi aux usagés d’autres activités comme la glissade sur tubes, le ski de fond et la raquette. Elle dispense plusieurs services tels qu’une école de glisse, un ski-bus, une boutique et une salle de réception . 
- Éco-Parc [10].

Site de plein air regroupant, entre autres, plage, quai flottant, trampoline sur l'eau, glissades d’eau, aire de jeux, plateforme de jeux d’eau, piscine à vagues, bateau pirate, location d’embarcations non motorisées et aire de pique-nique.
Événements ayant lieu à l’Éco-Parc : Fête nationale du Québec, Festival de l’Élégance (rassemblement de voitures antiques), SUPfest Lac-Etchemin (festival de 2 jours de planches à pagaie).
- Le Club de Golf Coopératif de Lac-Etchemin : Golf offrant 18 verts parsemés de 13 plans d’eau. Sur place : champ et vert de pratique, boutique, restauration, bar et cours de golf[11],[12].
- L'Armée de Marie a par ailleurs été fondée à Lac-Etchemin et y a construit le centre Spiri-Maria.

## Personnalités liées à la municipalité
- Marie-Paule Giguère, (1921-2015), Fondatrice de l'Armée de Marie
- Joseph-Damase Bégin, (1900-1977) homme politique
- Louise Bégin, (1955-) femme politique
- Denis Bernard, (1957-) acteur
- Marie-Michèle Gagnon, (1989-) skieuse alpine
- Joseph-Charles-Ernest Ouellet, (1882-1952) homme politique